# 日里
日里（斯洛維尼亞語： 發音：[ʒiˈɾiː] ⓘ 或 [ˈʒiːɾi]，原本又稱 Žir，當地稱 Žier），是斯洛維尼亞西北部日里市鎮的城鎮及行政中心。1994年之前該鎮在行政上屬於由什科菲亞洛卡管辖的行政区。

## 教堂
當地的堂區教堂是獻給聖馬丁，屬於天主教盧布爾雅那總教區。

## 外部連結
- Žiri at Geopedia （页面存档备份，存于）